# ジョージ・A・ファーネス
ジョージ・A・ファーネス（George A. Furness, 1896年 - 1985年4月2日）は、アメリカ合衆国の陸軍軍人、弁護士。軍人としての最終階級は少佐。東京裁判においては、重光葵の弁護人を務めた。日本では俳優としても活動した。

## 来歴
ニュージャージー州に生まれ。ハーバード大学法学部を卒業後、ボストンで法律事務所を開業した。太平洋戦争勃発後の1942年に陸軍に召集され、法務関係の仕事に従事し、南西太平洋を転戦した。
戦後は、マニラで行われた本間雅晴・田辺盛武両中将の軍事裁判の弁護を務め、東京裁判においては、高柳賢三と共に重光葵の弁護人となった。東京裁判で、ファーネスは同じく日本側の弁護人の1人である清瀬一郎にウィリアム・ウェブ裁判長の忌避動議を提出するよう示唆している。また管轄権動議では、裁判所の裁判官は戦勝国ではなく、中立国の代表が当たるべきだと主張した。重光の弁護では、自らアメリカ・イギリスに飛んで、緻密な証拠と情報を集めるだけでなく、重光が外交官として築き続けた信頼によって得た、連合国側から集まった重光を擁護する証言を駆使して、重光に有利な弁護活動を行った。元々ジョセフ・キーナン首席検事らも重光を戦犯として起訴する意思はなく、重光起訴は事実上ソ連の要求に連合国側が屈して行われたものであり、またファーネス・高柳の両弁護人の尽力もあって、重光に下された判決は禁錮7年という、いわゆるA級戦犯の中では最も軽いものだった。その後、アメリカの占領政策の転換にともなう公職追放の解除を経て、重光は政界にも復帰している。
東京裁判の終了後は、ブレイクニーとともに、豊田副武海軍大将に対する裁判の弁護にあたり、豊田の無罪判決を勝ち取った。
その後は、日本に定住し、1950年には東京で法律事務所を開設した。

## 映画・テレビドラマへの出演
映画やテレビドラマに興味を持っていたファーネスは、製作会社に談判し、日本の映画・テレビドラマ数作に俳優として出演している。
上記裁判の模様はドキュメンタリー映画『東京裁判』（1983年）に収録されている。

### 映画
- 海の野郎ども（1957年、新藤兼人監督、日活）：船大工
- 嵐を呼ぶ男（1957年、井上梅次監督、日活）∶ハロルド・スナイダー
- 地球防衛軍（1957年、本多猪四郎監督、東宝）：リチャードソン博士[1][2]
- 私は貝になりたい（1959年、橋本忍監督、東宝）：極東国際軍事裁判における、主人公・清水豊松らの弁護人
- 第三次世界大戦 四十一時間の恐怖（1960年、日高繁明監督、第二東映）：アメリカ統合参謀本部長
- 最後の航海（1960年）：オスボーン一等航海士[1]
- ヒマラヤ無宿 心臓破りの野郎ども（1961年、小沢茂弘監督、ニュー東映）：モハメッド委員長
- 妖星ゴラス（1962年、本多猪四郎監督、東宝）：フーバーマン議長[1][2]
- クレージー黄金作戦（1967年、坪島孝監督、東宝）：キッド･ゴールドの顧問弁護士

### テレビドラマ
- 私は貝になりたい（1958年、KRT）：極東国際軍事裁判における、主人公・清水豊松らの弁護人
- ワシントンの日本人（1960年、NHK『テレビ劇場』）：ジェームズ・ブキャナン大統領
- 判決 第71回「鎖の園」（1964年、NET）
- 下記2作は、ファーネス自身がかつて法廷で対峙した、ウィリアム・ウェブ裁判長を演じている。
  - 落日燃ゆ（1976年、NET）
  - 日本の戦後（1977年 - 1978年、NHK『NHK特集』）：第一回ではコーデル・ハル国務長官も演じている
- 不毛地帯（1979年、MBS）：リーガン（オリオン石油社長）
- 日時計（1983年、NHK『NHK特集』）